# الفحص (عمان)
الفحص منطقة سكنية تقع في لواء وادي السير، محافظة العاصمة في الأردن. تنتمي المنطقة لقضاء وادي السير الذي يضم 19 منطقة. يقدر عدد سكانها بـ 341 نسمة حسب إحصاء 2015.

## الوصلات الخارجية
- دائرة الاحصاءات العامة